# Ottomühl
Ottomühl ist ein Ortsteil der Gemeinde Kissing im schwäbischen Landkreis Aichach-Friedberg. Der Weiler liegt circa einen Kilometer südlich von Kissing.